# Viktor Suvorov
Viktor Suvorov (rusky Виктор Суворов, vlastním jménem Vladimir Bogdanovič Rezun (Владимир Богданович Резун, * 20. dubna 1947) je ruský vojenský historik.

## Život
Narodil se ve vesnici Barabaš v rodině vojáka. Po vystudování vojenské univerzity se stal vojenským důstojníkem sovětské zpravodajské služby. Od roku 1970 působil v nomenklatuře Ústředního výboru komunistické strany Sovětského svazu. V roce 1974 absolvoval Vojenskou diplomatickou akademii, čtyři roky působil jako kapitán GRU ve Vídni.
Zde přeběhl v roce 1978 k Angličanům a byl přijat do britské zpravodajské služby MI6. V SSSR byl v nepřítomnosti odsouzen k trestu smrti. Ve svých knihách kritizuje atmosféru a situaci v Sovětském svazu v období okolo II. světové války.
Velkou pozornost vzbudila jeho teorie, že J. V. Stalin chtěl v roce 1941 přepadnout západní Evropu a rozšířit tak sféru vlivu marxismu-leninismu. V knize Poslední republika tento názor rozvádí a dokládá mnoha argumenty. Stejným tématem se zabývá i v knize Den"M".
V knize Stín vítězství hodnotí maršála Žukova jako vojevůdce, který svou velitelskou brutalitou a vojevůdcovskou neschopností způsobil zbytečnou smrt mnoha sovětských vojáků a špatnými rozhodnutími prodloužil II. světovou válku. Zejména kritizuje vystavení svěřených vojáků nebezpečí ozáření při zkoušce sovětské nukleární bomby.
V knize Můj život v Sovětské armádě vzpomíná na přelom let šedesátých a sedmdesátých a popisuje přípravy a částečně průběh sovětské invaze v roce 1968 do Československa.
Sovětskou invazi a likvidaci tzv. pražského jara v roce 1968 popisuje z hlediska velitele sovětského tanku v knize The Liberators. Tato kniha vyšla ve také ve slovenštině pod názvem Oslobodenie.
V knize Specnaz seznamuje čtenáře s málo známými údaji o sovětských elitních jednotkách speciálního nasazení, o jejich výcviku, výzbroji a předpokládaném použití (obdoba známějších comandos či rangers).
Spisovatelova formulační dovednost dává dílům vysokou čtivost. Díla jsou systematicky navazující a při studiu vojenské literatury vhodná díky jinému širšímu úhlu pohledu k porovnání s oficiálnější literaturou.
Historik Karel Durman k spolehlivosti V. Suvorova: „Nejsme si například vůbec jisti, zda údaje Šejny a Rezunova (píšícího pod pseudonymem ‚Suvorov‘) o sovětském velkém vojensko-strategickém plánu ‚Severka‘ nejsou prostě vykonstruovány spojením vlastních zlomkovitých informací s předpoklady západních specialistů“.

## Díla vydaná v češtině
- Seznam děl v Souborném katalogu ČR, jejichž autorem nebo tématem je Viktor Suvorov
- Všechno bylo jinak, aneb, Kdo začal druhou světovou válku?. 1. vyd. Překlad Dimitrij Běloševský a Rudolf Řežábek. Praha: Naše vojsko, 1995. 303 s. Fakta a svědectví, sv. 124. ISBN 80-206-0429-4.
  - 2. vyd. Naše vojsko, 1996. Fakta a svědectví, sv. 129. ISBN 80-206-0485-5.
  - Všechno bylo jinak, aneb, Kdo začal druhou světovou válku. V nakl. Naše vojsko vyd. 2., v nakl. Humanitarian Technologies vyd. 1. Praha: Naše vojsko; Humanitarian Technologies, 2001. 303 s. Klub přátel ruské písemnosti. ISBN 80-206-0581-9, ISBN 80-86398-10-2.
  - Naše vojsko, 2006. ISBN 80-206-0829-X.
  - Dotisk [tj. 2. vyd.]. Naše vojsko, 2008. 303 s. Fakta a svědectví. ISBN 978-80-206-0925-0.
  - Naše vojsko, 2008. Klub přátel ruské písemnosti. ISBN 978-80-206-0926-7.
- Den „M“: jak J. V. Stalin chystal válku na východě v roce 1941. Brno: Jota, 1996. 227 s. Military. ISBN 80-85617-68-4.
- Můj život v sovětské armádě: z osvoboditele dezertérem. Překlad Jaroslava Novotná. Brno: Jota, 1996. 262 s. Military. ISBN 80-85617-90-0.
- Útvary Specnaz: důvěrná zpráva o elitních sovětských jednotkách. Překlad Jan Mattuš. Brno: Jota, 1996. 169 s. Military. ISBN 80-85617-80-3.
- Den M – kdy začala druhá světová válka. Praha: Naše vojsko, 2008. 411 s. ISBN 978-80-206-0913-7.
- Akvárium. Překlad Dagmar Stinglová. 1. vyd. Praha: Naše vojsko, 1996. 251 s. ISBN 80-206-0455-3.
  - V nakl. Naše vojsko vyd. 2., V nakl. Humanitarian Technologies vyd. 1. 2001. Klub přátel ruské písemnosti. ISBN 80-206-0594-0, ISBN 80-86398-15-3.
  - 2. vyd., dotisk. Praha: Humanitarian technologies, 2006. Klub přátel ruské písemnosti. ISBN 80-206-0594-0.
  - Akvárium: jediné slovo nesmí ven přes průzračné zdi… Překlad Dagmar Stinglová. Praha: Naše vojsko, 2009. 251 s. Fakta a svědectví. ISBN 978-80-206-1033-1.
- Očista. 1. vyd. Praha: Naše vojsko: Humanitarian technologies, 2002. 247 s., [20] s. obr. příl. Klub přátel ruské písemnosti. ISBN 80-86398-17-X, ISBN 80-86398-17-X (dotisky: ISBN 978-80-206-0640-2, ISBN 978-80-86398-17-4; chybná: ISBN 80-206-0640-8, ISBN 80-86398-17-X).
- Volba. Praha: Naše vojsko, 2002. 297 s. Klub přátel ruské písemnosti, sv. 26. ISBN 80-86398-19-6.
- Stín vítězství. 1. vyd. Přeložila Dagmar Stinglová. Praha: Naše vojsko; Bonguard, 2005. 293 s. Klub přátel ruské písemnosti. ISBN 80-206-0753-6, ISBN 80-86622-03-7 (chybná: ISBN 80-206-0753-6, ISBN 80-86622-03-7).
- Beru svá slova zpět: [druhá část trilogie „Stín vítězství“]. 1. vyd. Praha: Naše vojsko, 2006. 441 s. Historie a vojenství. ISBN 80-206-0822-2.
- Očista. [Vyd. neuvedeno.] Praha: Naše vojsko, 2007. 247 s., [20] s. obr. příl. Fakta a svědectví. ISBN 978-80-206-0874-1.
- Specnaz: příběh sovětských speciálních sil. 1. české vyd. Z angl. orig. přeložil Vladimír Pilát. Praha: Naše vojsko, 2007. 258 s. ISBN 978-80-206-0893-2.
- Specnaz: příběh sovětských speciálních sil. Z angl. orig. přeložil Vladimír Pilát. Praha: Naše vojsko, 2009. 258 s. Fakta a svědectví. ISBN 978-80-206-1017-1.

- Kontrola. Přeložil Bruno Solařík. Praha: NV, 2008. 319 s. ISBN 978-80-206-0988-5.
- Poslední republika: proč Sovětský svaz prohrál druhou světovou válku. Díl I. Přeložil Bruno Solařík. Praha: Naše vojsko, 2008. 369 s. ISBN 978-80-206-0912-0.
- Poslední republika: proč Sovětský svaz prohrál druhou světovou válku. Díl II. Přeložil Bruno Solařík. Praha: Naše vojsko, 2008. 417 s. ISBN 978-80-206-0967-0.
- Poslední republika. Díl III., Porážka.  Přeložil Otto Zwettler. Praha: Naše vojsko, 2015. 459 s. ISBN 978-80-206-1544-2.
- Můj život v sovětské armádě: z osvoboditele dezertérem. Překlad Jaroslava Novotná. Praha: Naše vojsko, 2009. 294 s. ISBN 978-80-206-1075-1.
- Sebevražda: proč zaútočil Hitler na Sovětský svaz?. Praha: NV, 2009. 394 s. ISBN 978-80-206-1005-8.